# Robert Gilligan
Robert Gilligan (ur. 1 sierpnia 1942 r. w Wilmington) – amerykański polityk, działacz Partii Demokratycznej. Od 2008 sprawuje urząd spikera izby reprezentantów Delaware.
Uzyskał licencjat z nauk politycznych na St. Joseph College, a następnie magisterium z pedagogiki na Villanova University. Następnie podjął pracę w szkolnictwie wyższym, a dokładniej w Delaware Technical College. Karierę polityczną rozpoczął w roku 1972, gdy po raz pierwszy został wybrany do stanowej Izby Reprezentantów. W latach 1983–1984 był whipem większości, a następnie od 1985 do 1995 whipem mniejszości. W 1995 pełnił krótko funkcję lidera demokratycznej większości w Izbie. W 2008 został wybrany na urząd spikera. Jako deputowany Gilligan reprezentuje 19. okręg wyborczy (Sherwood Park). 